# Milano-Vignola 1986
La Milano-Vignola 1986, trentaquattresima edizione della corsa, si svolse il 15 agosto 1986 per un percorso totale di 238 km, con partenza da Parma ed arrivo a Vignola. La vittoria fu appannaggio dell'italiano Roberto Visentini, il quale completò la gara in 5h00'00", alla media di 42,800 km/h, precedendo i connazionali Claudio Corti e Roberto Pagnin.

## Ordine d'arrivo (Top 10)
| Pos. | Corridore                | Squadra        | Tempo    |
| ---- | ------------------------ | -------------- | -------- |
| 1    | Roberto Visentini        | Carrera Jeans  | 5h00'00" |
| 2    | Claudio Corti            | Sup. Brianzoli | s.t.     |
| 3    | Roberto Pagnin           | Malvor         | s.t.     |
| 4    | Gianbattista Baronchelli | Brianzoli      | s.t.     |
| 5    | Stefano Colagè           | Dromedario     | s.t.     |
| 6    | Marino Amadori           | Ecoflam        | s.t.     |
| 7    | Bernard Gavillet         | Cilo-Aufina    | s.t.     |
| 8    | Rocco Cattaneo           | Cilo-Aufina    | s.t.     |
| 9    | Gianni Bugno             | Atala-Ofmega   | a 18"    |
| 10   | Bruno Cenghialta         | Magniflex      | a 23"    |